# 医食同源 (テレビ番組)
『医食同源』（いしょくどうげん）は、テレビ東京系列局で放送された健康関連の情報を中心とする情報番組（生活情報番組）である。全1105回。明治製菓（現・Meiji Seika ファルマ）の一社提供。製作局のテレビ東京では1982年10月3日から2004年3月28日まで放送。
医学・栄養学の最新事情を各回のテーマに沿って伝えていた。番組タイトルは、医療用語の医食同源からそのまま取ったものである。1994年1月23日放送分からは字幕放送を行っていた。

## 歴代司会者
- 石丸純子
- 竹下典子
- 春日美奈子（当時テレビ東京アナウンサー）
- 山岡三子

## 放送時間
- 日曜 11:00 - 11:30 （1982年10月3日 - 1986年3月30日）
- 日曜 8:00 - 8:30 （1986年4月6日 - 2004年3月28日）

## ネット局
- テレビ東京
- テレビ大阪
- テレビ愛知（1983年9月開局から）
- テレビせとうち（1985年10月開局から）
- テレビ北海道（1989年10月開局から）
- TXN九州→TVQ九州放送（1991年4月開局から）
- 日経サテライトニュース→日経CNBC

## テーマ曲
- 愛の挨拶（作曲：エルガー）